# Один постріл
«Один постріл» (англ. One Shot) — детективний роман англійського письменника Лі Чайлда, виданий у 2005 році. Роман є дев'ятим у циклі творів про колишнього військового поліцейського Джека Річера.

## Сюжет
В одному з міст Індіани снайпер на паркінгу розстрілює натовп на громадському майданчику, шістьма пострілами вбивши 5-ть випадкових жертв. Стрілець залишає за собою ідеальний слід для поліції, яка швидко відстежує його. Докази з місця події — гільзи від куль, які мають відбитки пальців, чітко вказують на Джеймса Барра, колишнього снайпера армійської піхоти. Він заарештований, але в поліції скаже лише дві речі: «Вони затримали неправильного хлопця» та «Покличте Джека Річера». Річер перебуває на відстані 1500 миль в Маямі загораючи на пляжі та відпочиваючи, але бачить новини на CNN і сідає на автобус до Індіани. Річер не має ні роботи, ні будинку, ні машини, і гроші на його банківському рахунку потрохи тануть.
Замість того, щоб звільнити Барра, Річер хоче допомогти обвинуваченню у засудженні його. Річер — це остання людина, яку Барр хотів би побачити з поважної причини. Коли Річ був слідчим військової поліції, Барр здійснив вбивство, подібне до перестрілки в Індіані, вбивши чотирьох чоловіків під час війни в Перській затоці в Кувейт. Проте Барр вийшов на свободу. Річер поклявся, що відстежить снайпера, якщо він коли-небудь спробує здійснити таке ще раз. Річер вважає, що Барр винен, але сестра Барра Розмарі переконана у невинності брата і закликає адвоката Елен Роден захищати її брата. Батько Елени — окружний прокурор, який займатиметься кримінальною справою.
Коли Річер приїжджає до Індіани, Барра так сильно побили, перебуваючи в тюрмі, що він нічого не може згадати про день вбивств, що змушує Річера сформувати власні висновки з наявними доказами. Місцева репортерка новин NBC, Енн Янні, також шукає додаткову інформацію, і Річер готовий залучити її до свого розслідування в обмін на використання свого автомобіля та гарантоване публічне висвітлення справи Барра. Ричер знає, що 35 метрів, відстань для стрільби з парковки дуже маленька дальність для підготовленого військового снайпера, як Барр. Річер також знає, що стрілець здійснив один постріл навмисно, давши Річеру підказку.
Річер їде до Кентуккі до тиру, де снайпер практикує та дізнається цікаві факти від Самюеля Кеша, колишнього морського піхотинця США, якому належить тир, які змушують його сумніватися у доказовій базі справи проти Барра. Кеш не бажає розкривати інформацію чи свої записи Річеру, але погоджується поговорити, якщо той зможе здійснити точний вистріл у центр мішені у 300 ярдах. Після того, як йому це вдасться, Річеру показують результати трирічної практики Барра в стрільбі з максимальними балами. Річер, враховуючи свою досвід роботи з вогнепальною зброєю та досвід військового слідчого, швидко приходить до висновку, що ці результати підроблені.
Після відвідин тиру Річер спільно з Елен і Розмарі пприходять до висновку, що Барр невинний, а це означає, що хтось підставив Барра як снайпера. Річер наближається до невидимого ворога, який стоїть за лаштунками вбивств, иа приходить до справжніх злочинців, російської банди, що маскується під законних бізнесменів. 80-річний керівник банди провів більшу частину свого життя в одному з сумнозвісних радянських гулагів і відомий лише як Зек (в'язень). Річер перехитрив охоронців мафії на базі російської банди, ефективно та жорстоко усуваючи п'ять бойовиків перед тим, як зіткнутися з начальником і змусити його зізнатися у вбивстві конкретної цілі та інших чотирьох жертв. Справжній вбивця застрелений, Зек вирішує зізнатися владі, що приїжджає на місце події, Барр виходить на свободу, а Річер рухається далі.

## Номінації, перемоги, екранізація
Номінант на премію «Macavity Award» 2006 року.
Бестселер New York Times.В 2012 році книга була екранізована у фільмі «Джек Річер». Головну роль в фільмі зіграв Том Круз.
Докладніше: Джек Річер.